# کریسمس در کنار خانواده کرنک
کریسمس در کنار خانواده کرنک (به انگلیسی: Christmas with the Kranks) فیلمی محصول سال ۲۰۰۴ و به کارگردانی جو روث است. در این فیلم بازیگرانی همچون تیم آلن، جیمی لی کرتیس، دن اکروید، اریک پر سالیوان، چیچ مارین، جیک بیوزی، ام امت والش، جولی گونزالو، الیزابت فرانتس، آستین پندلتن، تام پوستون، کیم رودز، ورنی واتسون-جانسون، آردن میرین، رنه لاوان، پاتریک برین، کارولین رئا، فلیسیتی هافمن، کوین چامبرلین ایفای نقش کرده‌اند.

## چکیده داستان
دختر خانواده کرانک برای کارآموزی بشردوستانه به پرو می رود. اما تاریخ رفتن او درست چند روز پیش از کریسمس برنامه ریزی شده است و نورا بسیار ناامید می شود زیرا می خواهد کریسمس را با دخترش بگذراند. پس از آن خانواده کرانک تصمیم می گیرند به یک سفر دریایی ده روزه با کشتی گردشی  بروند و کریسمس را تحریم کنند که ناخشنودی را در میان همسایگانشان به وجود می آورد. با این حال دخترشان در آخرین لحظه به آنها می گوید که بالاخره برای گذراندن کریسمس به خانه برمی گردد. نورا بسیار خوشحال است اما لوتر سفر دریایی را ترجیح می دهد. بنابراین زن و شوهر ناچار باید با همه برنامه ریزی دقیقه آخر مواجه شوند.